# Ebenezer Prout
Pour les articles homonymes, voir Prout.
Ebenezer Prout, né le 1er mars 1835 à Oundle et mort le 5 décembre 1909 à Canterbury, est un théoricien de la musique, auteur, professeur de musique et compositeur britannique dont les orientations, après avoir été intégrées dans une série d'ouvrages de référence, sont encore utilisés aujourd'hui et servent d'appui au travail de nombreux musiciens classiques britanniques des générations qui l'ont suivi.

## Carrière
Né à Oundle, Ebenezer Prout - par ailleurs autodidacte - étudie le piano auprès de Charles Salaman. Il fréquente l'université de Londres dans l'intention de devenir universitaire mais à la place choisit de faire carrière dans la musique. De 1861 à 1873 il est organiste à la Union Chapel, Islington (en). De 1861 à 1885, il est professeur de piano à l'école d'art du Crystal Palace. Il reçoit des premiers prix pour un quatuor à cordes (1862) et un quatuor pour piano-forte (1865) de la « Society of British Musicians ». De 1871 à 74, il est rédacteur du Monthly Musical Record et en 1874–79 est critique musical pour the Academy. En 1863, il est l'un des premiers des vingt-et-un membres du Collège royal des organistes.
En 1879, il est nommé professeur d'harmonie et de composition musicale à la Royal Academy of Music à Londres et participe à la rubrique critique musicale de la revue Athenaeum. En 1884, il est nommé professeur à la Guildhall School of Music and Drama. En 1894, il est nommé professeur de musique à l'université de Dublin et reçoit un doctorat honoraire de musique l'année suivante. Au cours de cette période, il forme non seulement ses élèves mais livre une série de mémorables conférences publiques, en particulier une consacrée aux cantates de Johann Sebastian Bach accompagnée par des chanteurs qu'il a formés.
C'est également à cette période qu'appartiennent ses principaux ouvrages théoriques. Auteur de multiples contributions à la théorie musicale et de manuels d'harmonie er de contrepoint devenus des classiques traduits dans de nombreuses langues, Ebenezer Prout produit aussi des éditions de nombreux classiques, notamment des oratorios de Haendel. Il est directement associé à la redécouverte des parties originales pour instruments à vent du Messiah, à partir desquelles il présente de nouvelles partitions vocales complètes à la Royal Society of Musicians (en) en 1902. Il est par ailleurs compositeur de musique de concert, d'église et de chambre.
En tant qu'éditeur, Ebenezer Prout reflète les pratiques de son temps en ce qu'il se sent justifié à remplacer le phrasé et les expressions d'indications d'interprétations de Haendel par ses propres préférences. À cet égard, il diffère de son contemporain Friedrich Chrysander qui est le premier à produire une édition visant à restituer les intentions véritables du compositeur.
Parmi les nombreux élèves d'Ebenezer Prout figurent Arthur Goring Thomas, Eugen d'Albert, John Waterhouse (en), Henry Wood et Edward German.
Son fils Louis Beethoven Prout (né Hackney en 1864) est aussi un auteur spécialiste de la théorie de la musique après avoir été formé par son père à la Royal Academy et devient professeur à la Guildhall School. Les principaux ouvrages de Louis Beethoven Prout sont Analysis of Bach's 48 Fugues (Weekes); Harmonic Analysis (Augener); Sidelights on Harmony (Augener) et Time, Rhythm and Expression (Augener). Par ailleurs, Louis Beethoven Prout est un entomologiste de premier ordre et une autorité relativement aux geometridae ou mites géomètres.
Ebenezer Prout meurt à Canterbury.

## Compositions
Pour orchestre
- Concerto no 1 en mi mineur pour orgue et orchestre, op. 5
- Concerto no 2 en mi bémol majeur pour orgue et orchestre, op. 35
- Minuet and Trio pour orchestre, op. 14
- 1892 : Suite de ballet pour orchestre, op. 28
- Symphonie no 1
- Symphonie no 2
- 1885 : Symphonie no 3 en fa majeur, op. 22
- Symphonie no 4

Musique de chambre et instrumentale
- Duo Concertant en la majeur pour piano et harmonium
- 1865 : Quatuor avec piano no 1 en ut majeur, op. 2
- Quatuor avec piano no 2 en fa majeur, op. 18
- Quintette avec piano en sol majeur, op. 3
- Romance en fa majeur pour alto et piano, op. 32
- Sonate pour orgue, op. 4
- 1883 : Sonate pour flûte and piano, op. 17
- 1890 : Sonate en ré majeur pour clarinette (ou alto) et piano, op. 26
- Quatuor à cordes no 1, op. 1
- Quatuor à cordes no 2 en si bémol majeur, op. 15
- Arrangements pour orgue

Musique vocale
- Magnificat pour voix solo, chœur et orchestre, op. 7
- Evening Service (Magnificat et Nunc dimittis) en mi bémol majeur pour quatuor, chœur, orchestre et orgue, op. 8
- Hereward (Hereward the Wake), cantate dramatique, op. 12; texte de William Grist
- The Morning and Evening Service Together with the Office for the Holy Communion, mis en musique en clé de fa, op. 13
- Alfred (King Alfred), Cantate dramatique, op. 16; texte de William Grist
- Freedom, Ode pour baryton solo, chœur et orchestre, op. 20; texte de Peter Taylor Forsyth (en)
- Queen Aimée, or The Maiden's Crown, cantate pour voix de femmes (soli et chœur) et piano, op. 21; texte de Jetty Vogel
- The Hundredth Psalm pour soprano solo, chœur et orchestre (orgue ad lib.), op. 23
- The Red Cross Knight, Dramatic Cantata en 6 scènes, op. 24; texte de William Grist
- Damon and Phintias, Dramatic Cantata pour voix d'hommes (soli et chœur) et orchestre, op. 25; texte de R.W. Bloor

## Ouvrages théorétiques
- 1899 : Harmony, its Theory and Practice (1889, révisée en 1901: 20e édition en 1903)
- 1890 : Counterpoint
- 1891 : Double Counterpoint and Canon
- 1891 : Fugue [5].
- 1892 : Fugal Analysis
- 1893 : Musical Form
- 1895 : Applied Forms
- 1898 : The Orchestra, vol. I
- 1899 : The Orchestra, vol. II

## Phrases mnémoniques
Ebenezer Prout reste également célèbre en tant qu'auteur de 48 phrases mnémoniques dont la dimension drolatique sert l'intention pédagogique et correspondant chacune au thème principal de l'une des 48 fugues du Clavier bien tempéré,,,.

### Source
- (en) A. Eaglefield-Hull, A Dictionary of Modern Music and Musicians, Londres, Dent, 1924